# David Jacobs
David William Jacobs (ur. 30 kwietnia 1888 w Cardiff, zm. 6 czerwca 1976 w Llandudno) – brytyjski lekkoatleta sprinter, mistrz olimpijski ze Sztokholmu z 1912.
Był Walijczykiem. Choć zdobył wiele tytułów w mistrzostwach Walii, nigdy nie udało mu się zostać mistrzem Wielkiej Brytanii (AAA). Był w tych mistrzostwach drugi w biegu na 220 jardów w 1912 i w biegu na 440 jardów w 1913.
Na igrzyskach olimpijskich w 1912 w Sztokholmie startował w biegu na 100 metrów i biegu na 200 metrów, odpadając w półfinałach. Sukces odniósł za to w sztafecie 4 × 100 m, w której wraz z kolegami (byli to Henry Macintosh, Victor d’Arcy i William Applegarth) najpierw awansował do finału po dyskwalifikacji sztafety Stanów Zjednoczonych za przekazanie pałeczki poza strefą zmian, a później w finale zdobył złoty medal.
Chociaż mieszkał później w Londynie, zmarł w 1976 podczas wakacji w Walii. Był wówczas najstarszym żyjącym brytyjskim mistrzem olimpijskim.
Rekordy życiowe:
- 100 y – 10,0 s. (1912)
- 100 m – 10,8 s. (1912)
- 200 m – 21,9 s. (1912)
- 220 y – 22,0 s. (1912)
- 440 y – 49,9 s. (1913)